# منتخب بابوا غينيا الجديدة للكريكت
منتخب بابوا غينيا الجديدة الوطني للكريكت (بالإنجليزية: Papua New Guinea national cricket team)‏ هو ممثل بابوا غينيا الجديدة الرسمي في المنافسات الدولية في الكريكت .